# جيفيرسون غريني مقاطعة (بنسلفانيا)
جيفيرسون غريني مقاطعة (بالإنجليزية: Jefferson borough (Greene County), Pennsylvania)‏ هي منطقة سكنية تقع بولاية بنسلفانيا في الولايات المتحدة. تبلغ مساحتها 0.49 كم2، وترتفع عن سطح البحر 292.608 م، بلغ عدد سكانها 270 نسمة في عام 2010 حسب إحصاء مكتب تعداد الولايات المتحدة وتصل الكثافة السكانية فيها 551 نسمة لكل كيلومتر مربع (1,427.1/ميل2).

## التركيبة السكانية
حدّد مكتب تعداد الولايات المتحدة بيانات التركيبة السكانية لجيفيرسون غريني مقاطعة في تعداد الولايات المتحدة. في ما يلي، التركيبة السكانية حسب تعدادي 2000 و2010.

### تعداد عام 2000
بلغ عدد سكان جيفيرسون غريني مقاطعة 337 نسمة بحسب تعداد عام 2000، وبلغ عدد الأسر 139 أسرة وعدد العائلات 97 عائلة مقيمة في المنطقة السكنية. في حين سجلت الكثافة السكانية 687.8 نسمة لكل كيلومتر مربع (1,781.4/ميل2). وبلغ عدد الوحدات السكنية 147 وحدة بمتوسط كثافة قدره 300 لكل كيلومتر مربع (777.0/ميل2).
وتوزع التركيب العرقي للمنطقة السكنية بنسبة 99.41% من البيض و0.30% من الأمريكيين الأفارقة و0.30% من عرقين مختلطين أو أكثر.
بلغ عدد الأسر 139 أسرة كانت نسبة 33.1% منها لديها أطفال تحت سن الثامنة عشر تعيش معهم، وبلغت نسبة الأزواج القاطنين مع بعضهم البعض 52.5% من أصل المجموع الكلي للأسر، ونسبة 11.5% من الأسر كان لديها معيلات من الإناث دون وجود شريك، بينما كانت نسبة 5.8% من الأسر لديها معيلون من الذكور دون وجود شريكة وكانت نسبة 30.2% من غير العائلات. تألفت نسبة 25.9% من أصل جميع الأسر من عدة أفراد يعيشون في نفس المنزل ونسبة 14.4% كانت تتألف من شخص يعيش بمفرده يبلغ من العمر 65 عاماً أو أكثر. وبلغ متوسط حجم الأسرة المعيشية 2.42، أما متوسط حجم العائلات فبلغ 2.91.
بلغ العمر الوسطي للسكان 41.1 عاماً. وكانت نسبة 25.2% من القاطنين تحت سن الثامنة عشر، وكانت نسبة 4.7% بين الثامنة عشر والرابعة والعشرين عاماً، ونسبة 26.7% كانت واقعةً في الفئة العمرية ما بين الخامسة والعشرين والرابعة والأربعين عاماً، ونسبة 22.8% كانت ما بين الخامسة والأربعين والرابعة والستين، ونسبة 20.5% كانت ضمن فئة الخامسة والستين عاماً فما فوق. يوجد لكل 100 أنثى 93.7 ذكر، ويوجد لكل 100 أنثى في الثامنة عشر من عمرها فما فوق 89.5 ذكر.
بلغ متوسط دخل الأسرة في المنطقة السكنية 33,750 دولارًا، أما متوسط دخل العائلة فبلغ 40,893 دولارًا. وكان متوسط دخل الذكور 28,958 دولارًا مقابل 14,219 دولارًا للإناث. وسجل دخل الفرد الخاص بالمنطقة السكنية 15,294 دولارًا. وكانت نسبة 8.9% من العائلات ونسبة 7.8% من السكان تحت خط الفقر، وكان من هؤلاء نسبة 3.8% تحت سن الثامنة عشر ونسبة 16.7% في الخامسة والستين من العمر وما فوق.

### تعداد عام 2010
بلغ عدد سكان جيفيرسون غريني مقاطعة 270 نسمة بحسب تعداد عام 2010، وبلغ عدد الأسر 123 أسرة وعدد العائلات 77 عائلة مقيمة في المنطقة السكنية. في حين سجلت الكثافة السكانية 551 نسمة لكل كيلومتر مربع (1,427.1/ميل2). وبلغ عدد الوحدات السكنية 141 وحدة بمتوسط كثافة قدره 287.8 لكل كيلومتر مربع (745.4/ميل2).
وتوزع التركيب العرقي للمنطقة السكنية بنسبة 99.26% من البيض و0.74% من عرقين مختلطين أو أكثر و0.37% من الهسبانيون أو اللاتينيون من أي عرق.
بلغ عدد الأسر 123 أسرة كانت نسبة 25.2% منها لديها أطفال تحت سن الثامنة عشر تعيش معهم، وبلغت نسبة الأزواج القاطنين مع بعضهم البعض 46.3% من أصل المجموع الكلي للأسر، ونسبة 10.6% من الأسر كان لديها معيلات من الإناث دون وجود شريك، بينما كانت نسبة 5.7% من الأسر لديها معيلون من الذكور دون وجود شريكة وكانت نسبة 37.4% من غير العائلات. تألفت نسبة 33.3% من أصل جميع الأسر من عدة أفراد يعيشون في نفس المنزل ونسبة 17.1% كانت تتألف من شخص يعيش بمفرده يبلغ من العمر 65 عاماً أو أكثر. وبلغ متوسط حجم الأسرة المعيشية 2.20، أما متوسط حجم العائلات فبلغ 2.79.
بلغ العمر الوسطي للسكان 46.4 عاماً. وكانت نسبة 18.9% من القاطنين تحت سن الثامنة عشر، وكانت نسبة 5.9% بين الثامنة عشر والرابعة والعشرين عاماً، ونسبة 23.3% كانت واقعةً في الفئة العمرية ما بين الخامسة والعشرين والرابعة والأربعين عاماً، ونسبة 34.1% كانت ما بين الخامسة والأربعين والرابعة والستين، ونسبة 17.8% كانت ضمن فئة الخامسة والستين عاماً فما فوق. وتوزع التركيب الجنسي للسكان بنسبة 50% ذكور و50% إناث.